# Alain Chedanne
Alain Chedanne, né le 21 juillet 1942 à Angers et mort le 15 juillet 2010 à Saint-Doulchard, est un écrivain français, lauréat du Prix des Deux Magots en 1972.

## Biographie
Alain Chedanne fut connu pour ses actions de squatteur et de vagabond depuis la fin des années 1960. Dans la mouvance hippie, figure de la Beat Generation à la française, il publie deux romans remarqués par la critique, et reçoit deux prix, avant de totalement disparaître de la scène littéraire et sociale, sans laisser de nouvelle, à la fin des années 1970, vivant alors dans la région d'Angers.

## Œuvre
- Shit, Man !, Gallimard, 1971. Prix des Deux Magots et prix des Enfants terribles.
- Un freak, Gallimard, 1974.